# Paul Kleinert
Paul Kleinert (Zbytowa, 23 settembre 1837 – Berlino, 29 luglio 1920) è stato un teologo tedesco.

## Biografia
Dal 1854-1857 studiò presso le università di Breslavia e Halle. Insegnò a Opole e a Berlino, successivamente diventò professore presso l'Università di Berlino nel 1868. Nel 1885-1886 fu rettore presso l'Università di Berlino. Dal 1873-1891 fu membro del Marcher Concistory a Berlino. Nel 1892 fu promosso consigliere superiore nel Evangelischer Oberkirchenrat, della Chiesa Evangelica delle Province più grandi di Prussia.

## Pubblicazioni
- Obadjah-Zephanjah wissenschaftlich und für den Gebrauch der Kirche dargestellt (seconda edizione, 1893)
- Ueber das Buch Koheleth (Berlin, 1864)
- Augustin und Goethes Faust (1866)
- Das Deuteronomium und die Deuteronomiker (1872)
- Untersuchungen zur alttestamentlichen Rechts- und Litteraturgeschichte (1872)
- Abriss der Einleitung zum alten Testament in Tabellenform (1878)
- Abhandlungen zur christlichen Kultus- und Kulturgeschichte (1889)
- Der preussische Agendenentwurf (1894)
- Selbstgespräche am Kranken- und Sterbelager (1896)
- Die Propheten Israels in sozialer Beziehung (1905)
- Homiletek (1907)
- Musik und Religion (1908)